# ماهی استثنایی (فیلم)
ماهی استثنایی (به انگلیسی: Gone Fishin) یک فیلم سینمایی کمدی آمریکایی محصول سال ۱۹۹۷ میلادی با بازی جو پشی و دنی گلاور به عنوان دو علاقه‌مندان به ماهی‌گیری است.

## داستان
جو واترز (جو پشی) و گاس گرین (دنی گلاور) دو دوست اهل نیوجرزی که علاقه شدیدی به ماهیگیری دارن، برنده جایزه سفر به اورگلیدز برای ماهی‌گیری شده‌اند. اما در بین راه خلافکاری قایق و ماشین جو را می‌دزدد و اتفاقات عجیبی برای جو و گاس رخ می‌دهد…

## بازیگران
- جو پشی در نقش جو واترز او در ]] حرفه ای است.
- دنی گلاور در نقش گاس گرین
- رزانا آرکت در نقش ریتا، دختر یکی از قربانیان
- لین ویتفیلد به عنوان آنگی، بهترین دوست ریتا
- ویلی نلسون نقش بیلی پوولر، ماهیگیر حرفه ای که بت جو و گاس است
- نیک بریمبل در نقش دکر مسی، کمانس انگلیس
- گری گروبز به عنوان فیل بیزلی، صاحب یک قایقرانی
- کارول کین به عنوان دونا واترز، همسر جو
- ادیه دیویس به عنوان کوکی گرین، همسر گاس
- جنا باری به عنوان جنا واترز، دختر جو
- راینور شاینه به عنوان گلن، صاحب یک پارک تریلر
- مائوری چایکین به عنوان کرک، پیشخدمت که درخشش به جو و گوس
- لوئیز فلچر به عنوان صاحب رستوران (بی‌سابقه)[۱][۲][۳]